# 羅維特島
61°17′S 55°13′W / 61.283°S 55.217°W

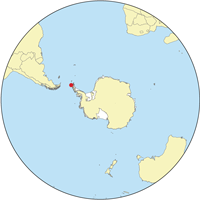

羅維特島是南極洲的島嶼，屬於南設得蘭群島的一部分，位於南冰洋海域，長0.8公里，島上無人居住，英國、阿根廷和智利在南極條約體系下擱置對該群島的領土主權要求。